# Sânsimion (Harghita)
Sânsimion oder alte Schreibweise Sînsimion [ˈsɨnsimion] (veraltet Sântsimon oder Simoneşti; ungarisch Csíkszentsimon oder Szentsimon) ist eine Gemeinde im Kreis Harghita in der Region Siebenbürgen in Rumänien.

## Geographische Lage

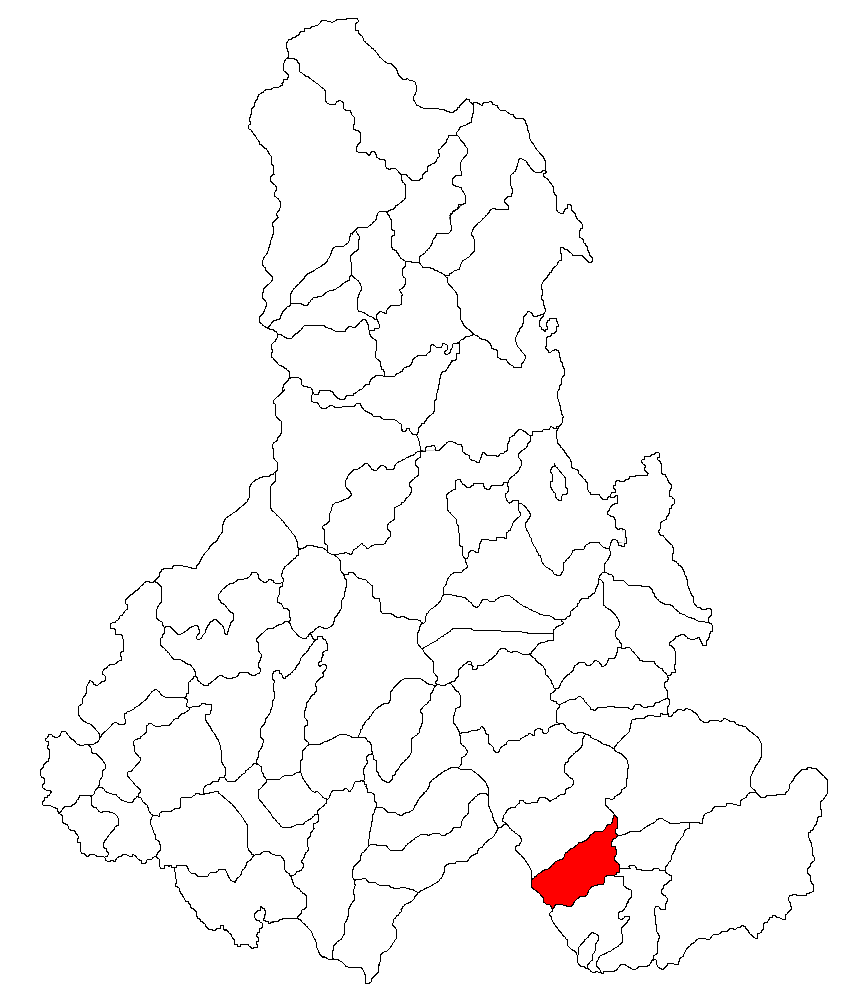
Lage von Sânsimion im Kreis Harghita

Die Gemeinde Sânsimion befindet sich in den Ostkarpaten im historischen Szeklerland am Oberlauf des Flusses Olt (Alt). Am linken Ufer des Alt, an der Kreisstraße (drum județean) DJ 123A und der Bahnstrecke Sfântu Gheorghe–Siculeni–Adjud befindet sich der Ort etwa 12 Kilometer südöstlich der Kreishauptstadt Miercurea Ciuc (Szeklerburg).

## Geschichte
Der Ort Sânsimion wurde 1333 erstmals urkundlich erwähnt.

## Bevölkerung
Die Bevölkerung der Gemeinde entwickelte sich wie folgt:
| Volkszählung | Volkszählung | Ethnische Zusammensetzung | Ethnische Zusammensetzung | Ethnische Zusammensetzung | Ethnische Zusammensetzung |
| Jahr         | Bevölkerung  | Rumänen                   | Ungarn                    | Deutsche                  | andere                    |
| ------------ | ------------ | ------------------------- | ------------------------- | ------------------------- | ------------------------- |
| 1850         | 2.477        | 18                        | 2.436                     | -                         | 23                        |
| 1930         | 2.851        | 46                        | 2.707                     | 21                        | 77                        |
| 1977         | 3.719        | 50                        | 3.667                     | -                         | 2                         |
| 2002         | 3.446        | 51                        | 3.386                     | -                         | 14                        |
| 2011         | 3.482        | 38                        | 3.363                     | -                         | 81                        |
| 2021         | 3.407        | 31                        | 3.174                     | 2                         | 200 (2 Roma)              |

Die höchste Einwohnerzahl der heutigen Gemeinde – und gleichzeitig die der Ungarn – wurde 1977, die der Rumänen (62) 1956, die der Deutschen 1930 und die der Roma (81) 1966 registriert. Darüber hinaus bezeichneten sich 1900 und 1930 je ein Einwohner als Ukrainer, 1900 zwölf und 1930 einer als Slowake.